# Théâtre tsigane en France
 (janvier 2011).
Si vous disposez d'ouvrages ou d'articles de référence ou si vous connaissez des sites web de qualité traitant du thème abordé ici, merci de compléter l'article en donnant les références utiles à sa vérifiabilité et en les liant à la section « Notes et références ».
Le théâtre tsigane (ou théâtre manouche) d'avant-guerre en France comportait entre 200 et 300 troupes familiales.

## Histoire du théâtre tsigane en France
Les événements dramatiques (internement, génocide), mais également l'acharnement des différentes administrations françaises contre ce peuple nomade, ont mis à bas toute l'économie tsigane attachée à cette expression artistique.
Dans la biographie de Matéo Maximoff, Carnet de route (le premier auteur Tsigane), écrit par Gérard Gartner, nous retrouvons des traces d'une troupe tsigane dans le camp d'internement de nomades à Lannemezan. Nous savons que Matéo Maximoff, interné, y a joué, mais nous ne savons rien du théâtre, ni des pièces jouées.
En Europe, il n'existe aujourd'hui que quelques théâtres professionnels tsigane. Le Romen Théâtre, en Russie, le Phralipé Théâtre, autrefois en Yougoslavie, puis réfugié en Allemagne, le Djungalo Teàtro en France.

## LeDjungalo Teàtro
Aujourd'hui, seul le Djungalo Teàtro, troupe familiale de plein air composée des membres de la famille Hognon, perpétue cette tradition théâtrale. Les pièces, écrites par Marcel Hognon, sont mises en scène par la famille et jouées – pied de nez à l'obscurantisme – au milieu de leurs caravanes.
Le Théâtre Hognon, puis le Théâtre du Tikno Niglo, furent d'abord des spectacles de marionnettes joués sous le chapiteau familial. Aujourd'hui le Djungalo Teàtro utilise les caravanes de la famille et l'environnement immédiat comme décor. Les spectacles de plein air, joués directement sur le sol, permettent aux spectateurs un rapport de proximité, presque intimiste avec les artistes. Les textes du Djungalo Teàtro sont une fenêtre ouverte sur la pensée manouche et offre une réflexion engagée sur l'histoire et les besoins de ce peuple nomade.